# Болотная улица (Санкт-Петербург)
Боло́тная улица — меридиональная улица в историческом районе Лесной Выборгского административного района Санкт-Петербурга. Проходит параллельно Институтскому проспекту до проспекта Тореза от упразднённой Песочной улицы.

## История
Название улицы известно с 1887 года. Оно связано с болотистым участком местности.

## Пересечения
С юга на север (по увеличению нумерации домов) Болотную улицу пересекают следующие улицы:
- проспект Пархоменко — пересечение;
- 2-й Муринский проспект — пересечение;
- аллея Академика Лихачёва — примыкание;
- проспект Тореза — Болотная улица примыкает к «карману».

## Транспорт
Ближайшие к Болотной улице станции метро — «Площадь Мужества» (около 700 м по прямой от конца улицы), «Политехническая» (около 950 м по прямой от конца улицы) и «Лесная» (около 1,3 км по прямой от начала улицы) 1-й (Кировско-Выборгской) линии.
Движение наземного общественного транспорта по улице отсутствует.
Ближайшие к Болотной улице железнодорожные станции — Кушелевка (около 700 м по прямой от начала улицы) и Ланская (около 1,3 км по прямой от начала улицы).

## Достопримечательности
- Дом 13 — дача Генриха Бертлинга, деревянный особняк начала XX века[5].  Объект культурного наследия № 7810190000№ 7810190000

## Общественно значимые объекты
- дом 1 — Санкт-петербургский учебно-курсовой комбинат автомобильного транспорта (у примыкания к упразднённой Песочной улице);
- дом 3 — детский сад № 123;
- дом 6 — гимназия № 74 и музыкальная школа № 37 (у пересечения с проспектом Пархоменко);
- Невский политехнический профессиональный лицей им. А. Г. Неболсина (между проспектом Пархоменко и 2-м Муринским проспектом) — 2-й Муринский проспект, дом 43А;
- Сквер Академика Лихачёва (у пересечения со 2-м Муринским проспектом);
- детский сад № 5 — 2-й Муринский проспект, дом 34, корпус 2, литера А;
- дом 15Ш — детский сад № 124[уточнить];
- дом 18 — школа № 76.